# 6042-es busz
A 6042-es jelzésű autóbuszvonal regionális autóbuszjárat Siófok és Marcali között, melyet a MÁV Személyszállítási Zrt. lát el.

## Közlekedése
A járat Siófokot és Marcalit köti össze. Menetideje a két végállomás között 2 óra 10 perc és 2 óra 21 perc között változik. A legtöbb járat korlátozó jelzéssel közlekedik. Vannak olyan járatok, amik nem közlekednek végig az útvonalon, ezek végállomása Fonyód, Balatonlelle, Balatonfenyves, Balatonmáriafürdő. Munkanapokon egy járatpár betér Balatonőszödre.

## Megállóhelyei
| 0  | Siófok, autóbusz-állomás végállomás                  | 74 | 1, 2, 3, 4, 5, 6, 7, 8, 14, 18, 24, N2 1172, 1174, 1177, 1302, 1402, 1499, 1506, 1512, 1528, 1563, 1564, 1592, 1593, 1708, 1740, 1742, 1804, 1842 5439, 5458, 5578, 5608, 5626, 5906, 5916, 5917, 6008, 6010, 6011, 6015, 6016, 6018, 6030, 6035, 6038, 6040, 6041, 6043, 6051, 6053, 6101, 7324, 7325, 8228, 8274, 8325, 8326 S30, S34, S35, személyvonat, sebesvonat, Déli<-parti sebesvonat, InterRégió, Déli<-parti InterRégió, Déli->parti InterRégió, Napfürdő InterRégió, Esti Csók InterRégió, Vitorlás InterRégió, Panoráma expresszvonat, Jégmadár expresszvonat, Aranypart expresszvonat, Ezüstpart expresszvonat, Aranyhíd expresszvonat, Balaton InterCity, Tópart InterCity, Agram-Tópart nemzetközi InterCity, Adria nemzetközi InterCity |
| 1  | Siófok, Dózsa György utca                            | 73 | 3, 14 1506, 1593, 1708 5458, 5906, 5916, 5917, 6008, 6010, 6015, 6016, 6018, 6035, 6038, 6040, 6041, 6043, 6051, 6053, 6101, 7324, 7325, 8325, 8326 |
| 2  | Siófok, Városháza                                    | 72 | 4, 6, 7, 14, 18, 24, N2 1174, 1506, 1593, 1708 5439, 5578, 5906, 5916, 5917, 6010, 6011, 6015, 6016, 6018, 6035, 6038, 6040, 6041, 6043, 6051, 6053, 6101, 8274 |
| 3  | Siófok, Kórház                                       | 71 | 6, 7, 14, 18, 24 1174, 1506, 1592, 1593, 1708, 1742 5906, 5916, 6016, 6035, 6038, 6040, 6041, 6043, 6051, 6053, 6101 |
| 4  | Siófok, Fokihegyi iskola                             | 70 | 1174, 1506, 1593, 1708 5906, 5916, 6016, 6035, 6038, 6040, 6041, 6043, 6051, 6053 |
| 5  | Siófok, (Balatonszéplak) felső vasúti megállóhely    | 69 | 6 1174, 1506, 1593, 1708 5906, 5916, 6016, 6035, 6038, 6040, 6041, 6043, 6051, 6053 S30, S34, S35, személyvonat, Déli<-parti sebesvonat, InterRégió, Déli<-parti InterRégió, Déli->parti InterRégió, Vitorlás InterRégió, Jégmadár expresszvonat, Aranypart expresszvonat, Ezüstpart expresszvonat |
| 6  | Siófok, (Balatonszéplak) alsó vasúti megállóhely     | 68 | 1, 14 1174, 1506, 1593, 1708 5906, 5916, 6016, 6035, 6038, 6040, 6041, 6043, 6051, 6053 S30, S34, S35, személyvonat, Déli<-parti sebesvonat, InterRégió, Déli<-parti InterRégió, Déli->parti InterRégió, Vitorlás InterRégió, Jégmadár expresszvonat, Aranypart expresszvonat |
| 7  | Zamárdi, Endrédi patak                               | 67 | 1174, 1506, 1593, 1708 5906, 5916, 6016, 6035, 6038, 6040, 6041, 6043, 6051, 6053 |
| 8  | Zamárdi, felső vasútállomás                          | 66 | 1174, 1506, 1593, 1708 5906, 5916, 6016, 6035, 6038, 6040, 6041, 6043, 6051, 6053 S30, S34, S35, személyvonat, Déli<-parti sebesvonat, InterRégió, Déli<-parti InterRégió, Déli->parti InterRégió, Vitorlás InterRégió, Jégmadár expresszvonat |
| 9  | Zamárdi, vasúti megállóhely                          | 65 | 1174, 1177, 1402, 1499, 1506, 1528, 1592, 1593, 1708, 1742, 1842 5906, 5916, 6016, 6030, 6035, 6038, 6040, 6041, 6043, 6051, 6053, 6101 S30, S34, S35, személyvonat, Déli<-parti sebesvonat, InterRégió, Déli<-parti InterRégió, Déli->parti InterRégió, Napfürdő InterRégió, Esti Csók InterRégió, Vitorlás InterRégió, Jégmadár expresszvonat, Aranypart expresszvonat, Ezüstpart expresszvonat, Aranyhíd expresszvonat, Balaton InterCity, Tópart InterCity, Agram-Tópart nemzetközi InterCity, Adria nemzetközi InterCity |
| 10 | Zamárdi, Csap utca                                   | 64 | 1402, 1499, 1506, 1528, 1592, 1742, 1842 5906, 5916, 6030, 6035, 6038, 6040, 6041, 6043, 6051 |
| 11 | Szántód, Szántódpuszta                               | 63 | 1506 5906, 5916, 6035, 6038, 6040, 6041, 6043, 6051 |
| 12 | Balatonföldvár, szántódi elágazás                    | 62 | 1174, 1177, 1402, 1499, 1506, 1528, 1592, 1593, 1742, 1842 5906, 5916, 6030, 6035, 6038, 6040, 6041, 6043, 6051, 6101 |
| 13 | Balatonföldvár, Mátyás király utca                   | 61 | 1174, 1402, 1499, 1506, 1528, 1592, 1593, 1742, 1842 5906, 5916, 6030, 6035, 6038, 6040, 6041, 6043, 6051 |
| 14 | Balatonföldvár, Központi Autóbusz-váróterem          | 60 | 1174, 1177, 1402, 1499, 1506, 1528, 1592, 1593, 1742, 1842 5906, 5916, 6030, 6035, 6038, 6040, 6041, 6043, 6051, 6072, 6101 |
| 15 | Balatonföldvár, Szépkilátó                           | 59 | 1402, 1499, 1506, 1528, 1592, 1742, 1842 5906, 6038, 6040, 6041, 6043, 6051 |
| 16 | Balatonszárszó, Jószef Attila üdülő                  | 58 | 1402, 1499, 1506, 1528, 1592, 1742, 1842 5906, 6038, 6040, 6041, 6043, 6051 |
| 17 | Balatonszárszó, Béketelep                            | 57 | 1402, 1499, 1506, 1528, 1592, 1742, 1842 5906, 6038, 6040, 6041, 6043, 6051 |
| 18 | Balatonszárszó, községháza                           | 56 | 1177, 1402, 1499, 1506, 1528, 1592, 1742, 1842 5906, 6038, 6040, 6041, 6043, 6051, 6101 |
| 19 | Balatonszárszó, horgásztó                            | 55 | 1402, 1499, 1506, 1528, 1592, 1742, 1842 5906, 6040, 6041, 6043 |
| 20 | Balatonőszöd, alsó                                   | 54 | 5906 |
| 21 | Balatonőszöd, Kossuth utca                           | 53 | 5906 |
| 22 | Balatonőszöd, 7. sz. út                              | 52 | 1177, 1402, 1499, 1506, 1528, 1592, 1742, 1842 5906, 6040, 6041, 6043, 6101 |
| 23 | Balatonszemes, községháza                            | 51 | 1177, 1402, 1499, 1506, 1528, 1592, 1742, 1842 5906, 6040, 6041, 6043, 6101 |
| 24 | Balatonszemes, Németh Pál utca                       | 50 | 1402, 1499, 1528, 1506, 1592, 1742, 1842 5906, 6040, 6041, 6043 |
| 25 | Balatonszemes, alsó                                  | 49 | 1402, 1499, 1506, 1528, 1592, 1742, 1842 5906, 6040, 6041, 6043 |
| 26 | Balatonlelle, Rádpusztai elágazás                    | 48 | 1402, 1499, 1506, 1528, 1592, 1742, 1842 5906, 6040, 6041, 6043 |
| 27 | Balatonlelle, felső                                  | 47 | 1402, 1499, 1506, 1528, 1592, 1742, 1842 5906, 6040, 6041, 6043 |
| 28 | Balatonlelle, Becsali köz                            | 46 | 1402, 1499, 1506, 1528, 1592, 1742, 1842 5906, 6040, 6041, 6043, 6101 |
| 29 | Balatonlelle, vasúti megállóhely végállomás          | 45 | 1177, 1402, 1499, 1506, 1528, 1578, 1579, 1592, 1665, 1673, 1742, 1842 5905, 5906, 6040, 6041, 6043, 6071, 6101, 6195 S30, S34, S35, személyvonat, Déli<-parti sebesvonat, InterRégió, Déli<-parti InterRégió, Déli->parti InterRégió, Napfürdő InterRégió, Esti Csók InterRégió, Vitorlás InterRégió, Jégmadár expresszvonat, Aranypart expresszvonat, Ezüstpart expresszvonat, Aranyhíd expresszvonat, Balaton InterCity, Tópart InterCity, Agram-Tópart nemzetközi InterCity |
| 30 | Balatonlelle, Vágóhíd utca                           | 44 | 1402, 1499, 1506, 1528, 1578, 1579, 1665, 1842 5905, 6040, 6043, 6071, 6195 |
| 31 | Balatonlelle, benzinkút                              | 43 | 1402, 1499, 1506, 1528, 1578, 1579, 1665, 1842 5905, 6040, 6043, 6071, 6195 |
| 32 | Balatonboglár, orvosi rendelő                        | 42 | 1402, 1499, 1506, 1528, 1578, 1579, 1665, 1673, 1842 5905, 6040, 6043, 6071, 6195 |
| 33 | Balatonboglár, Platán sor                            | 41 | 1402, 1499, 1506, 1528, 1578, 1579, 1665, 1842 5905, 6040, 6043, 6071, 6195 |
| 34 | Balatonboglár, vasútállomás                          | 40 | 1402, 1499, 1506, 1528, 1578, 1579, 1665, 1673, 1842 5905, 5988, 6040, 6043, 6071, 6175, 6176, 6195 S30, S34, S35, személyvonat, Déli<-parti sebesvonat, InterRégió, Déli<-parti InterRégió, Déli->parti InterRégió, Esti Csók InterRégió, Vitorlás InterRégió, Jégmadár expresszvonat, Aranypart expresszvonat, Ezüstpart expresszvonat, Aranyhíd expresszvonat, Balaton InterCity, Tópart InterCity, Agram-Tópart nemzetközi InterCity |
| 35 | Balatonboglár, Jankovich üdülőtelep                  | 39 | 1402, 1499, 1506, 1528, 1578, 1579, 1665, 1842 5905, 5988, 6040, 6043, 6071, 6195 |
| 36 | Ordacsehi elágazás                                   | 38 | 1402, 1499, 1506, 1528, 1578, 1579, 1665, 1842 5905, 5988, 6040, 6043, 6071, 6195 |
| 37 | Fonyód (Fonyódliget), vasúti megállóhely bejárati út | 37 | 1402, 1499, 1506, 1528, 1578, 1579, 1665, 1673, 1842 5905, 5988, 6040, 6043, 6071, 6195 S30, S34, S35, személyvonat, Déli<-parti sebesvonat, InterRégió, Déli<-parti InterRégió, Déli->parti InterRégió, Vitorlás InterRégió, Jégmadár expresszvonat, Aranypart expresszvonat, Ezüstpart expresszvonat |
| 38 | Fonyód (Fonyódliget), Árpád utca                     | 36 | 1402, 1499, 1506, 1528, 1578, 1579, 1665, 1842 5905, 5988, 6040, 6043, 6071, 6195 |
| 39 | Fonyód (Fonyódliget), alsó                           | 35 | 1402, 1499, 1506, 1528, 1578, 1579, 1665, 1842 5905, 5988, 6040, 6043, 6071, 6195 |
| 40 | Fonyód, vasútállomás végállomás                      | 34 | 1, 2 1402, 1499, 1506, 1528, 1578, 1579, 1665, 1673, 1723, 1842 5905, 5987, 5988, 6040, 6043, 6071, 6195, 6196 S30, S34, S35, személyvonat, Fenyves sebesvonat, Déli<-parti sebesvonat, InterRégió, Déli<-parti InterRégió, Déli->parti InterRégió, Helikon InterRégió, Esti Csók InterRégió, Vitorlás InterRégió, Jégmadár expresszvonat, Aranypart expresszvonat, Ezüstpart expresszvonat, Aranyhíd expresszvonat, Balaton InterCity, Tópart InterCity, Agram-Tópart nemzetközi InterCity, Adria nemzetközi InterCity |
| 41 | Fonyód, Sportcsarnok                                 | 33 | 1, 2 1578 6040 |
| 42 | Fonyód, Badacsony utca                               | 32 | 1, 2 1578 6040 |
| 43 | Fonyód, Fő utca                                      | 31 | 1578 6040, 6043 |
| 44 | Fonyód, Márffy tér                                   | 30 | 1578 6040, 6043 |
| 45 | Fonyód, Alkotóház                                    | 29 | 1578 6040 |
| 46 | Fonyód, Városi Ügyészség                             | 28 | 1578 6040, 6043 |
| 47 | Fonyód, háromszög                                    | 27 | 1 1578 6040, 6043 |
| 48 | Fonyód (Bélatelep), Forduló                          | 26 | 1 1402, 1499, 1506, 1578, 1579, 1665, 1723 5905, 6043 |
| 49 | Fonyód (Alsóbélatelep), vasúti megállóhely           | 25 | 1 1402, 1499, 1506, 1578, 1579, 1665, 1673, 1723 5905, 6043 S34, S35, személyvonat, Fenyves sebesvonat, Déli<-parti sebesvonat, InterRégió, Déli<-parti InterRégió, Déli->parti InterRégió, Helikon InterRégió |
| 50 | Balatonfenyves, Tömörkény utca                       | 24 | 1402, 1499, 1506, 1578, 1579, 1665, 1723 5905, 6043 |
| 51 | Balatonfenyves, felső                                | 23 | 1402, 1499, 1506, 1578, 1579, 1665, 1673, 1723 5905, 6043 |
| 52 | Balatonfenyves, vasútállomás                         | 22 | 1402, 1499, 1506, 1578, 1579, 1665, 1673, 1723 5905, 6043 S34, S35, személyvonat, Fenyves sebesvonat, Déli<-parti sebesvonat, InterRégió, Déli<-parti InterRégió, Déli->parti InterRégió, Helikon InterRégió, Balaton InterCity, Tópart InterCity, Agram-Tópart nemzetközi InterCity, Balatonfenyvesi Gazdasági Vasút |
| 53 | Balatonfenyves, Pajtás utca                          | 21 | 1578, 1579 5905, 6043 |
| 54 | Balatonfenyves, alsó végállomás                      | 20 | 1578, 1579 5905, 6043 |
| 55 | Balatonfenyves, Révész utca                          | 19 | 1578, 1579 5905, 6043 |
| 56 | Balatonmáriafürdő, Faluház utca                      | 18 | 1578, 1579 5905, 6043 |
| 57 | Balatonmáriafürdő, Cserfa utca                       | 17 | 1578, 1579 5905, 6043 |
| 58 | Balatonmáriafürdő, Bükkfa utca                       | 16 | 1578, 1579 5905, 6043 |
| 59 | Balatonkeresztúr, Aradi utca                         | 15 | 1578, 1579 5905, 6043 |
| 60 | Balatonkeresztúr, temető                             | 14 | 1578, 1579 5905, 6043 |
| 61 | Balatonmáriafürdő, vasútállomás végállomás           | 13 | 1569, 1578, 1579, 1673, 1723 5905, 5976, 5986, 6043, 6103, 6160, 6162, 6163, 6166 S34, S35, személyvonat, Fenyves sebesvonat, Déli<-parti sebesvonat, InterRégió, Déli<-parti InterRégió, Déli->parti InterRégió, Helikon InterRégió, Balaton InterCity, Tópart InterCity, Agram-Tópart nemzetközi InterCity, Aranyhíd expresszvonat |
| 62 | Balatonkeresztúr, iskola                             | 12 | 1569, 1665, 1673, 1723 5976, 5986, 6103, 6160, 6162, 6163, 6166 |
| 63 | Balatonkeresztúr, alsó                               | 11 | 5976, 5986, 6103, 6160, 6162, 6163, 6166 |
| 64 | Balatonújlak, posta                                  | 10 | 1569, 1673 5976, 5986, 6103, 6160, 6162, 6163, 6166 |
| 65 | Kéthely, felső                                       | 9  | 5976, 5986, 6103, 6160, 6161, 6162, 6163, 6166 |
| 66 | Kéthely, községháza                                  | 8  | 1569, 1673 5976, 5986, 6103, 6160, 6161, 6162, 6163, 6166 |
| 67 | Kéthely, alsó                                        | 7  | 5976, 5986, 6103, 6160, 6161, 6162, 6163, 6166 |
| 68 | Somogyszentpáli elágazás                             | 6  | 5976, 6103, 6160, 6161, 6162, 6163, 6166 |
| 69 | Marcali, Lókpuszta                                   | 5  | 5976, 6103, 6160, 6161, 6162, 6163, 6166 |
| 70 | Marcali, Kinizsi utca                                | 4  | 5976, 5986, 6103, 6160, 6161, 6162, 6163, 6166 |
| 71 | Marcali, Gomba                                       | 3  | 1569 5976, 5986, 6081, 6103, 6160, 6161, 6162, 6163, 6166 |
| 72 | Marcali, Rendőrség                                   | 2  | 1569 5976, 5986, 6081, 6103, 6160, 6161, 6162, 6163, 6166 |
| 73 | Marcali, Kossuth Lajos utca                          | 1  | 1569 5976, 5986, 6081, 6103, 6160, 6161, 6162, 6163, 6166 |
| 74 | Marcali, autóbusz-állomás végállomás                 | 0  | 1177, 1569, 1673, 1725 5690, 5976, 5984, 5986, 6081, 6101, 6103, 6160, 6161, 6162, 6163, 6166, 6170, 6175, 6176, 6179, 6180, 6184, 6185, 6186, 6188, 6190 |